# Lubartów (gromada)
Lubartów (od 29 II 1956 Lisów) – dawna gromada, czyli najmniejsza jednostka podziału terytorialnego Polskiej Rzeczypospolitej Ludowej w latach 1954–1972.
Gromady, z gromadzkimi radami narodowymi (GRN) jako organami władzy najniższego stopnia na wsi, funkcjonowały od reformy reorganizującej administrację wiejską przeprowadzonej jesienią 1954 do momentu ich zniesienia z dniem 1 stycznia 1973, tym samym wypierając organizację gminną w latach 1954–1972.
Gromadę Lubartów z siedzibą GRN w mieście Lubartowie (nie wchodzącym w jej skład) utworzono – jako jedną z 8759 gromad na obszarze Polski – w powiecie lubartowskim w woj. lubelskim na mocy uchwały nr 11 WRN w Lublinie z dnia 5 października 1954. W skład jednostki weszły obszary dotychczasowych gromad Lisów, Brzeziny, Szczekarków, Wincentów, Wola Lisowska, Wola Mieczysławska i Mieczysławka ze zniesionej gminy Łucka oraz obszar dotychczasowej gromady Trójnia ze zniesionej gminy Firlej w tymże powiecie. Dla gromady ustalono 27 członków gromadzkiej rady narodowej.
Gromadę Lubartów zniesiono 29 lutego 1956 w związku z przeniesieniem siedziby siedziby GRN z Lubartowa do Lisowa i zmianą nazwy jednostki na gromada Lisów.
1 stycznia 1973 w powiecie lubartowskim utworzono gminę Lubartów.